# Chiesa di San Rocco (Altopiano della Vigolana, Vattaro)
La chiesa di San Rocco è una chiesa comunale di Vattaro, frazione di Altopiano della Vigolana in Trentino. L'edificio risale al XVI secolo.

## Storia
Una visita pastorale del 1585 documenta per la prima volta la presenza di una cappella intitolata a San Rocco a Vattaro descrivendola sinteticamente con chiusure in legno, pavimento in terra, un altare e pareti dipinte.
La chiesa di San Rocco recente, che si trova nel centro Vattaro, fu costruita in tre anni a partire dal 1683, voluta dalla famiglia nobile Bortolazzi. 
Nel 1920 la proprietà passò al comune di Vattaro.
Durante il periodo tra 1987 e 1989 è stata oggetto di vari restauri.

## Descrizione
La chiesa ha un atrio dal quale si accede alla sala, che ha pianta ottagonale e con altezza superiore al resto dell'edificio. Il presbiterio non ha abside e da questo si accede sia alla sacrestia sia ad una cappella laterale
La facciata è semplice e si sale al portale adornato da un'importante cornice con una decorativa scalinata. Sopra il portale è presente un'ampia finestra a semiluna.
La sala e a navata unica, la parte presbiteriale è leggermente rialzata.
L'accesso alla cappella laterale presenta ai lati finestre con inferriata.
L'altare in legno, che risale al XVII secolo, mostra una pala con la Madonna, Gesù Bambino, San Rocco, San Sebastiano e angioletti in gloria.
Il tetto è a due spioventi.
Il semplice campanile a vela è del 1956.